# Sāqdar
Sāqdar är en ort i Iran.   Den ligger i provinsen Khorasan, i den östra delen av landet, 800 km öster om huvudstaden Teheran. Sāqdar ligger 1 994 meter över havet och antalet invånare är 181.
Terrängen runt Sāqdar är lite kuperad. Runt Sāqdar är det glesbefolkat, med 12 invånare per kvadratkilometer. Närmaste större samhälle är Mozdāb, 10,3 km väster om Sāqdar. Omgivningarna runt Sāqdar är i huvudsak ett öppet busklandskap.